# Иодид галлия(III)
Иодид галлия — бинарное неорганическое соединение, соль металла галлия и иодистоводородной кислоты с формулой GaI3, жёлтые гигроскопичные кристаллы, молекулы димерны.

## Получение
- Действием разбавленной иодистоводородной кислоты на галлий, его оксид или гидроксид:

{\displaystyle {\mathsf {2Ga+6HI\ {\xrightarrow {}}\ 2GaI_{3}+3H_{2}}}}
{\displaystyle {\mathsf {Ga_{2}O_{3}+6HI\ {\xrightarrow {}}\ 2GaI_{3}+3H_{2}O}}}
{\displaystyle {\mathsf {2Ga(OH)_{3}+6HI\ {\xrightarrow {}}\ 2GaI_{3}+3H_{2}O}}}
- Непосредственное взаимодействие элементов:

{\displaystyle {\mathsf {2Ga+3I_{2}\ {\xrightarrow {T}}\ 2GaI_{3}}}}

## Физические свойства
Иодид галлия образует жёлтые расплывающиеся иглы.
Молекулы иодида галлия димеризованы, то есть реальная формула Ga2I6.
Образует аммикаты GaI3•NH3 и GaI3•6NH3.

## Химические свойства
- Гидролизуется тёплой водой:

{\displaystyle {\mathsf {GaI_{3}+3H_{2}O\ {\xrightarrow {}}\ Ga(OH)_{3}+3HI}}}
- Реагирует с разбавленными щелочами:

{\displaystyle {\mathsf {GaI_{3}+3NaOH\ {\xrightarrow {}}\ Ga(OH)_{3}\downarrow +3NaI}}}
- и концентрированными:

{\displaystyle {\mathsf {GaI_{3}+4NaOH\ {\xrightarrow {}}\ Na[Ga(OH)_{4}]+3NaI}}}